# غاوكش سفلي (مقاطعة دلفان)
غاوكش سفلي (بالفارسية: گاوکش سفلی) هي قرية تقع في قسم خاوة الجنوبي الريفي (مقاطعة دلفان) في إيران. يقدر عدد سكانها بـ 761 نسمة بحسب إحصاء 2016.